# August Dorl
August Friedrich Wilhelm Dorl (* 1. Juni 1808 in Greußen/Thüringen; † 25. August 1870 ebenda) war ein deutscher Arzt und Politiker.

## Leben
August Dorl war ein Sohn des Fleischhauers Christian Friedrich Dorl und dessen Ehefrau Ernestine Christiane Magdalene geborene Weimann. Er war evangelisch-lutherischer Konfession und heiratete am 25. August 1839 in erster Ehe in Keula Pauline Friederike Caroline Louise Karst (* 8. Juni 1818 in Keula), Tochter des Apothekers Johann Gottfried Karst. Am 1. September 1847 heiratete er in zweiter Ehe in Greußen Friederike Sophie Blettermann (* 7. Mai 1823 in Greußen), Tochter des privilegierten Apothekers, Bürgermeisters und Kommissionsrates Carl Wilhelm Gottfried Blettermann.
Dorl studierte Medizin in Würzburg und wurde dort unter Cajetan von Textor 1836 mit einer Arbeit über Harnsteine zum Dr. med. promoviert. Er lebte als Arzt in Greußen. Dort war er bis 1850 Senator und von Juni 1850 bis zu seinem Tod Bürgermeister. Daneben war er Schiedsmann. Er wurde am 24. September 1857 zum fürstlichen Rat ernannt.
Vom 25. November 1860 bis zum 31. Dezember 1863 war er Abgeordneter im Landtag des Fürstentums Schwarzburg-Sondershausen.